# Mumbai Metropolitan Region

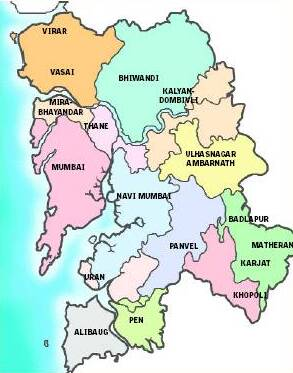
Metropolregion Mumbai (vor Erweiterung)

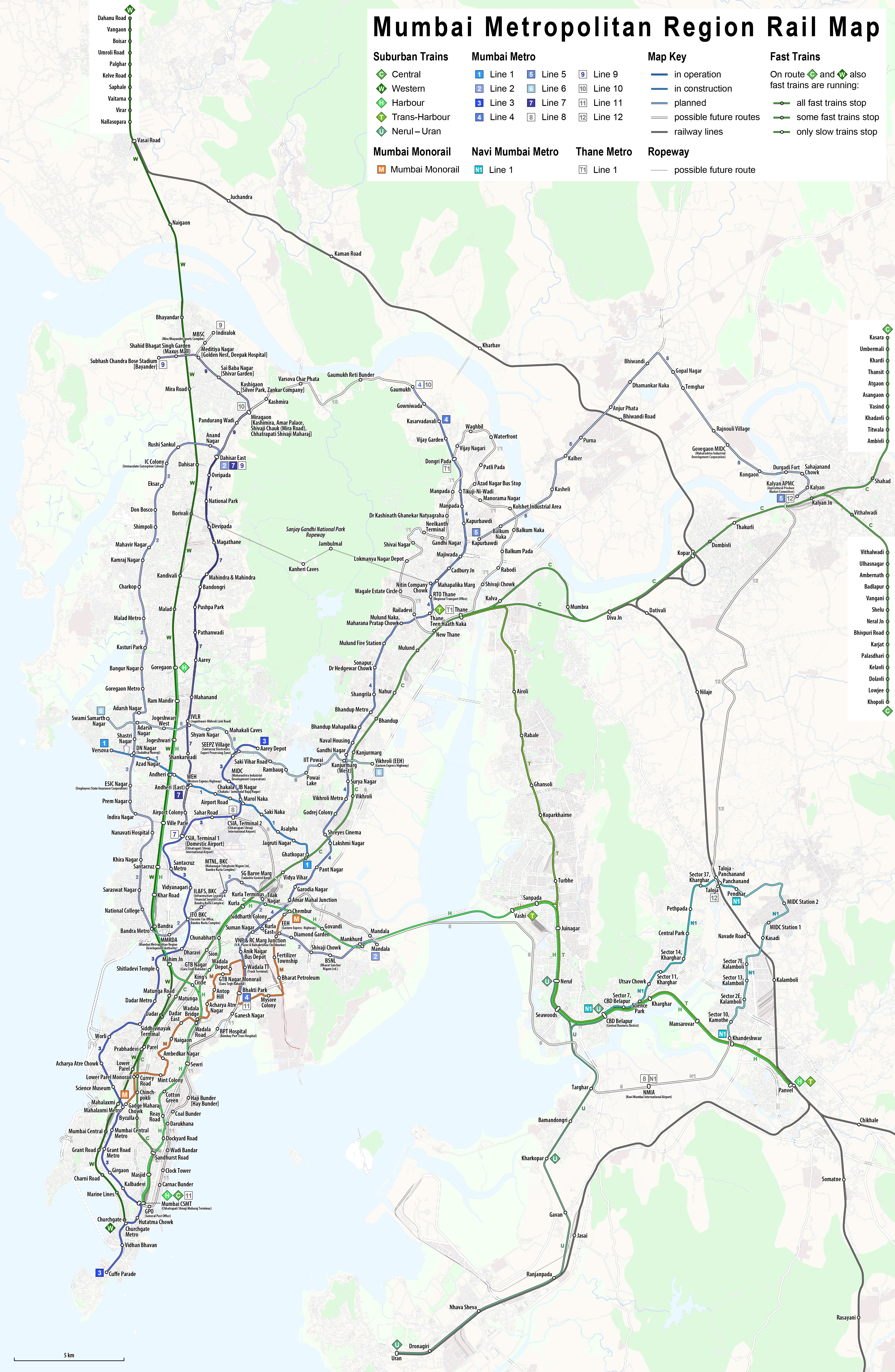
Eisenbahnnetz der Metropolregion

Die Mumbai Metropolitan Region (MMR) ist eine Metropolregion in Indien, die aus Mumbai auf der Insel Salsette und ihrer Satellitenstädte an der Küste von Maharashtra besteht. Die Region hat eine Fläche von 4.355 km² und zählt mit 20.748.395 Einwohnern (2011) zu den bevölkerungsreichsten Ballungsräumen der Welt. Neben der Kernstadt von Mumbai mit über 12 Millionen Einwohnern gibt es mit Navi Mumbai, Thane, Vasai-Virar und Kalyan-Dombivli 4 weitere Millionenstädte in der Region. Die Metropolregion Mumbai gehört zusammen mit der angrenzenden Metropolregion Pune und der Metropolregion Nashik zur Megaregion Mumbai, die auch als Mumbai Megalopolis und Goldenes Dreieck von Maharashtra bekannt ist und einen bedeutenden Teil der industriellen Produktion des Landes erbringt. Die Region spielt eine zunehmend wichtige Rolle in der globalen Wirtschaft, hat allerdings gleichzeitig mit Problemen wie Umweltverschmutzung, Überbevölkerung, Slumbildung und Verkehrschaos zu kämpfen.
Für die Entwicklung der Metropolregion ist seit 1975 die Mumbai Metropolitan Region Development Authority zuständig, die der Bundesregierung von Maharashtra untergeordnet ist. Diese Kommission soll die wirtschaftliche Integration und Entwicklung vorantreiben und war entscheidend an Projekten wie der Errichtung von Navi Mumbai beteiligt, die heute die bevölkerungsreichste Planstadt der Welt ist. Projekte, die verwirklicht werden, sind u. a. eine Erweiterung des U-Bahn-Systems, eine Schnellzugstrecke von Mumbai nach Ahmedabad, mehrere Industrieparks, eine Autobahn von Mumbai nach Pune und ein internationaler Flughafen in Navi Mumbai.
2019 wurde eine Erweiterung der Metropolregion beschlossen, wodurch sie die Fläche der Region um ca. 50 % auf 6.355 km² erhöhte.

Bild des Metrosystems von Mumbai

## Municipals corporations
Municipal corporations in der Metropolregion Mumbai (Stand 2013):
- Mumbai
- Thane
- Kalyan-Dombivli
- Ulhasnagar
- Mira-Bhayandar
- Navi Mumbai
- Vasai-Virar
- Bhiwandi

## Municipal Councils
Municipal councils in der Metropolregion Mumbai (Stand 2013):
- Ambernath
- Badlapur
- Uran
- Alibag
- Pen
- Matheran
- Karjat
- Khopoli
- Panvel

## Distrikte
Distrikte in der Metropolregion Mumbai (Stand 2013):
- Mumbai City
- Mumbai Suburban
- Thane (teilweise)
- Palghar (teilweise)
- Raigad (teilweise)